# 京都伝統伎芸振興財団
公益財団法人京都伝統伎芸振興財団（こうえきざいだんほうじんきょうとでんとうぎげいしんこうざいだん 英文名称：Kyoto Traditional Art Foundation）は、京都府京都市に事務所を置く公益財団法人。1996年5月に創立。「おおきに財団」の愛称で京都五花街（上七軒・祇園甲部・先斗町・宮川町・祇園東）の花街文化や芸妓・舞妓の伝統伎芸の保存継承に努めている。

## 概要
京都府、京都市、京都商工会議所、京都市観光協会、京都五花街からの支援を受け、1996年5月1日に創立。多岐にわたる事業を展開し、京都五花街の伝統文化の保存継承や普及啓発、芸妓や舞妓の支援に努めている。また、毎年6月に行われる京都五花街合同公演「都の賑い」の開催や京都の夜の観光施設であるギオンコーナーの運営も行っている。2013年4月に公益財団法人に移行。

## 沿革
- 1996年 (平成8年) 5月　創立
- 1999年 (平成11年) 6月　おおきに財団友の会　創設
- 2000年 (平成12年) 11月　友の会会報誌「はんなり」を発行
- 2003年 (平成15年) 4月　ギオンコーナーを運営移管
- 2003年 (平成15年) 6月　祇園甲部・先斗町・東京八王子・新潟古町・金沢三茶屋街・博多券番の参加による「全国花街芸術祭」を京都会館(現ロームシアター京都)で開催
- 2003年 (平成15年) 11月　祇園小唄祭を主催で開始
- 2003年 (平成15年) 11月　友の会の集い「おおきにパーティー」を開始
- 2010年 (平成22年) 10月　友の会会員限定「芸舞妓写真撮影会」を開催
- 2012年 (平成24年) 6月　京都五花街合同公演「都の賑い」を南座で初開催
- 2013年 (平成25年) 4月　公益財団法人に移行
- 2013年 (平成25年) 9月　「京都創造者大賞2013」を受賞
- 2016年 (平成28年) 1月　京都五花街、東京新橋、金沢三茶屋、博多券番の参加による財団創立20周年記念公演「八花絢爛」を開催

## 主な事業

### 顕彰事業
- 芸歴30年以上かつ60歳以上の芸妓を伝統伎芸保持者として認定[3][4]

### 伎芸奨励事業
- 65歳以上の芸妓に対し、自己研鑽や研修等のための奨励金を交付

### 芸妓支援事業
- 若手芸妓に対し、衣裳や帯などの購入に対する補助金を交付[5]

### 助成事業
- 花街の学校の楽器の新調や補修、祇園祭花傘巡行や時代祭など伝統行事への参加、舞台発表会等に対する助成

### 研修事業
- 芸妓や舞妓の資質の向上を図るため、京都の歴史や文化などに関する研修会を実施[6][7]

### 舞妓の故郷帰り支援事業
- 舞妓姿で地元の成人式に参加し、舞を披露する舞妓を支援[8]

### 環境整備事業
- 歌舞練場等の改修に対し、補助金を交付

### 受託事業
- 行政や団体、企業等の依頼に基づき、芸妓や舞妓を派遣

### 祇園小唄祭事業
- 毎年11月23日に円山公園の祇園小唄歌碑前で、昭和の名曲「祇園小唄」を顕彰[9]

### 広報等充実事業
- 花街が行う広報活動に補助金を交付

### 千社札による発信事業
- 数多くの千社札を配布できるように芸妓や舞妓に千社札を贈呈

### 後継者募集事業
- 舞妓希望者の募集

### 友の会事業
- 花街ファンの裾野の拡大のため、友の会を運営

### 五花街合同公演事業
- 五花街の芸妓や舞妓約80名が集う京都五花街合同公演「都の賑い」を毎年6月に開催[10]

### 五花街の夕べ事業
- 京都五花街合同公演「都の賑い」の夜に、料亭や旅館、ホテルを会場として、京料理を味わいながら芸妓や舞妓との歓談を楽しめる宴を開催

### ギオンコーナー事業
- 京舞をはじめ、茶道、華道、箏曲、雅楽（舞楽）、狂言と、文楽もしくは能の7つの伝統文化や伝統芸能を一度に鑑賞できる夜の観光施設「ギオンコーナー」を運営。

### 物販事業
- ギオンコーナーの売店や京都五花街合同公演「都の賑い」での物販の販売[11]

## 歴代理事長
|      | 氏名     | 在任期間               | 備考                                 |
| ---- | -------- | ---------------------- | ------------------------------------ |
| 初代 | 西村源一 | 1996年5月 - 1998年6月  |                                      |
| 2代  | 納屋嘉治 | 1998年6月 - 2004年10月 |                                      |
| 3代  | 道端進   | 2005年3月 - 2008年6月  |                                      |
| 4代  | 大倉敬一 | 2008年6月 - 2016年8月  |                                      |
| 5代  | 立石義雄 | 2017年6月 - 2020年4月  |                                      |
| ６代 | 鈴鹿且久 | 2021年６月 - 現職      | 就任までの間、高橋英一が理事長を代行 |

## 受賞
京都ブランドのイメージアップや京都の都市格の向上に貢献している団体を表彰する「京都創造者大賞2013」を受賞（受賞日：2013年9月5日　会場：京都市国際交流会館）

## おおきに財団友の会
1999年6月に友の会を創設。年会費33,000円で、五花街の舞踊公演（北野をどり、都をどり、鴨川をどり、京おどり、祇園をどり）、京都五花街合同公演「都の賑い」、おおきにパーティー（会員の集い）への招待特典がある。また、年に2回会報誌が発行される。